# Ртутьтринатрий
Ртутьтринатрий — бинарное неорганическое соединение
натрия и ртути
с формулой HgNa3,
кристаллы.

## Получение
- Сплавление стехиометрических количеств чистых веществ:

{\displaystyle {\mathsf {3Na+Hg\ {\xrightarrow {64^{o}C}}\ HgNa_{3}}}}

## Физические свойства
Ртутьтринатрий образует кристаллы нескольких модификаций:
- α-HgNa3, тригональная сингония, параметры ячейки a = 0,5433 нм, c = 0,9795 нм, Z = 2, структура типа арсенида тринатрия Na3As, существует при температуре ниже 34°С [1];
- β-HgNa3, тригональная сингония, параметры ячейки a = 0,5393 нм, c = 1,3414 нм, структура типа висмутида трилития, существует при температуре выше 34°С [2].

Соединение образуется по перитектической реакции при температуре 34 °C .